# Zadra acuta
Zadra acuta är en insektsart som beskrevs av Irena Dworakowska 1997. Zadra acuta ingår i släktet Zadra och familjen dvärgstritar.
Artens utbredningsområde är Madagaskar. Inga underarter finns listade i Catalogue of Life.